# Pionýrský tábornický oddíl

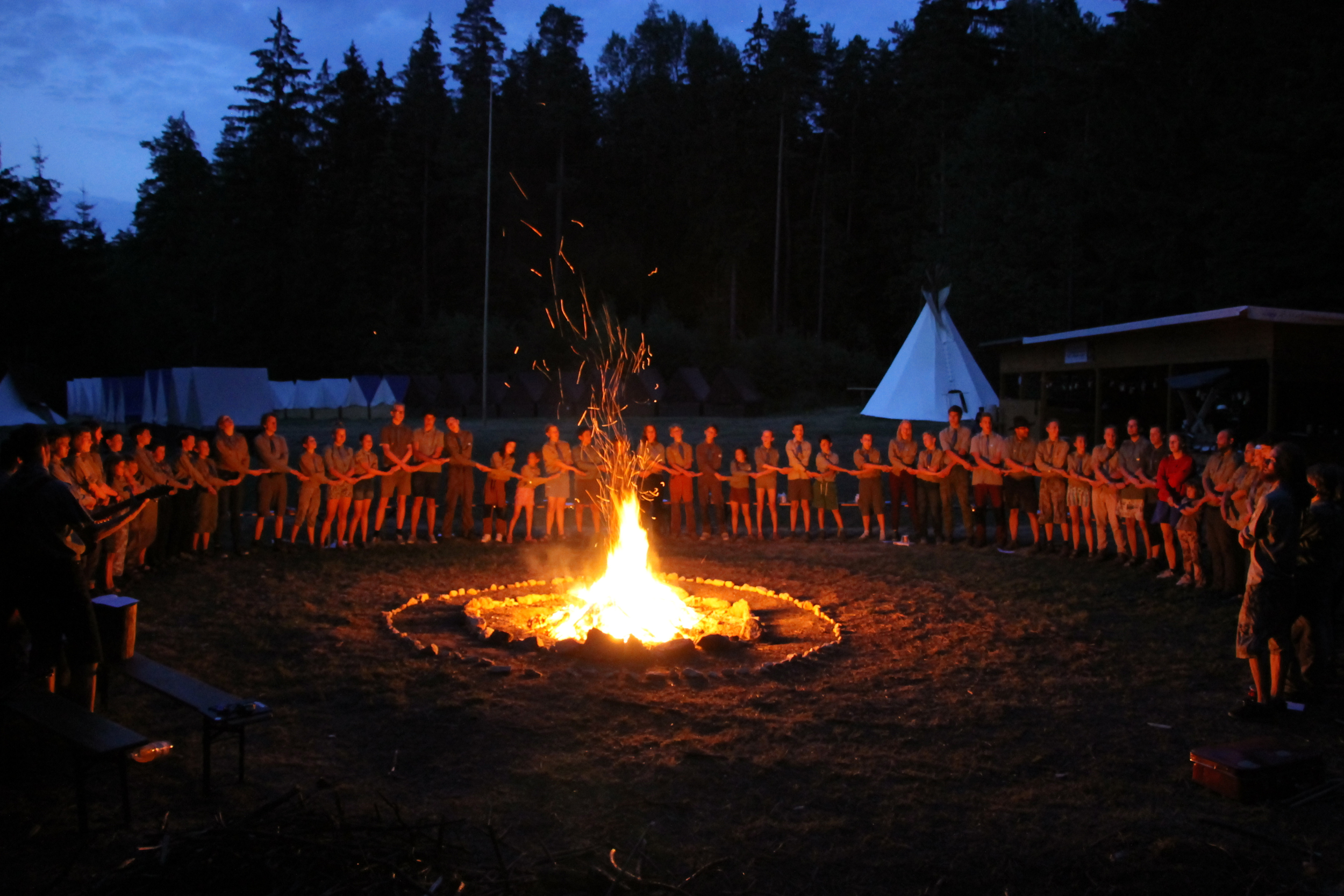
Táborový oheň na pionýrském táboře v České Kanadě

Pionýrský tábornický oddíl (PTO) je specificky zaměřený pionýrský oddíl, věnující se především tábornictví a turistice. Je součástí Pionýra, druhého nejpočetnějšího dětského spolku (hnutí) v České republice, jenž je od roku 1990, samostatnou,  dětskou organizací. Další pionýrské oddíly se věnují např. sportu, přírodovědě, technice, tanci či kultuře.

## SPTO - sdružení pionýrských tábornických oddílů Brno
V Brně jsou PTO sdruženy do Sdružení pionýrských tábornických oddílů (SPTO Brno), které sdružuje děti a mládež ve městě Brně a jeho nejbližším okolí a nabízí smysluplné a efektivní využití volného času dětem a mládeži. Součástí SPTO je přibližně polovina všech brněnských pionýrských oddílů. Kromě procesu učení klade důraz také na rozvoj osobnosti dítěte. Oddíly se během roku utkávají v soutěžích v rámci tzv. Zelené ligy, což je mezioddílová soutěž zaměřená převážně na dovednosti dětí související s činností oddílů (tábornické, přírodovědné, vlastivědné).

### Činnost brněnských PTO
Brněnské pionýrské oddíly se věnují především turistice a tábornictví. Jejich činnost zahrnuje také např. rukodělné činnosti či kulturně poznávací akce. Oddíly mají zpravidla každý týden schůzky v klubovně (celé oddíly či pouze dílčí družiny v případě větších oddílů), dále 1-2 akce za měsíc (jednodenní výlety či víkendové výpravy), a na závěr roku letní tábor, u některých oddílů nazývaný expedicí, který bývá nejdůležitější akcí.

### Zelená liga - soutěže SPTO
V rámci Zelené ligy jsou pořádány 3 soutěže ročně. Jednou z nich je Setonův závod, ostatní dvě se pravidelně obměňují. Soutěže bývají rozděleny do věkových kategorií, zpravidla po třech ročnících (určujícím je rok narození):
- Rádci - 15-18 let
- Starší - 12-15 let
- Mladší - 9-12 let
- Nejmladší - méně, než 9 let

Kategorie jsou povětšinou též dělené na hochy a dívky. K pravidelným soutěžím a závodům patří:
- Setonův závod - každoroční soutěž, která je zaměřena na tábornické a turistické dovednosti všeobecně. Hlídky plní úkoly na stanovištích, k nimž patří Azimut, Botanika, Zoologie, Hod na cíl, Práce s mapou a buzolou, Jízdní řády, Finská stezka, Střelba (ze vzduchovky), Plánek, Knoflík, Zdravověda (první pomoc), Uzlování. Důležité je také na trati neztratit příliš času.
- Za Psem - šifrovací soutěž, při které je úkolem hlídek se pomocí vyřešených šifer dostat do cíle.
- Dračí smyčka - soutěž v uzlování, při které jsou vázány tyto uzly: dračí smyčka, lodní smyčka, plochá spojka (tzv. „ambulák“), osmičkové očko, osmičkové poutko, dřevařská smyčka, zkracovací uzel, rybářská spojka (tzv. „autíčka“) a škotová spojka. Starší pionýři navíc váží tzv. Štafetu, která se skládá ze 6 uzlů vázaných na 4 uzlovačkách (lodní smyčka, zkracovačka, rybářská spojka, plochá spojka, škotová spojka, dračí smyčka; vyjma lodní smyčky a dračí smyčky je pořadí uzlů libovolné).
- Brněnské bloudění - je soutěž zaměřená na poznávání historie města, kdy soutěžní hlídky plní při pohybu městem různé úkoly, při kterých musí prokázat znalost místopisu.
- Orientační běh - bývá pořádán v lesích okolo Brna.
- Kačerův šplouch - soutěž v plavání.
- Expedice Karákoram - v lanovém centru Proud na Lesné, kde šestičlenné hlídky soutěží ve zdolávání vysokých lanových překážek, jež jsou bodově ohodnoceny podle obtížnosti.
- Kosmův prostor - soutěžní přehlídka oddílových kronik, pokynů k akcím či oddílového oblečení. Zpravidla bývá součástí jiné soutěže, většinou Dračí smyčky.

I SPTO se snaží reflektovat současné trendy, a tak k novým soutěžím patří taneční podložky či vybíjená. Zcela novou soutěží bude na jaře 2017 PioTrio. Mimo tyto soutěže pořádá SPTO každoročně na jaře Sraz pionýrských tábornických oddílů, na kterém jsou vyhlašovány výsledky Zelené ligy a představováni noví vedoucí (náčelníci) oddílů a vedoucí a instruktoři, kteří v získali za poslední rok kvalifikaci. Této akce se účastní bezmála 300 pionýrů.